# Departamento da Mudança Climática e Eficiência Energética
O Departamento da Mudança Climática e Eficiência Energética (em inglês: Department of Climate Change and Energy Efficiency) é um departamento do governo da Austrália.